# 그레그 엘리스
그레그 엘리스(Greg Ellis, 1968년 3월 2일 ~ )는 잉글랜드의 배우이다.

## 출연 작품
- 미스터 & 미세스 스미스
- 쿰바: 반쪽무늬 얼룩말의 대모험 - 타보 역 (목소리)
- 행복배달부 팻아저씨 - 지미 역 (목소리)
- 포세이큰
- 레고DC샤잠!매직앤몬스터즈